# Niszczyciele rakietowe typu Tachikaze
Niszczyciele rakietowe typu Tachikaze – typ trzech japońskich niszczycieli rakietowych, zbudowanych w latach 70. XX wieku dla Japońskich Morskich Sił Samoobrony. W 2007 roku okręty zaczęto wycofywać ze służby.

## Okręty
- DDG-168 "Tachikaze" (wycofany ze służby w 2007)
- „Asakaze” (DDG-169) (wycofany ze służby w 2008)
- DDG-170 "Sawakaze"